# ستيف فليت
ستيف فليت (بالإنجليزية: Steve Flett)‏ هو مغن مؤلف بريطاني، ولد في 20 نوفمبر 1972.